# Pak Yung-sun
Pak Yung-sun ( hangul: 박영순; 22 de agosto de 1956 – 14 de julho de 1987), foi uma Atleta do Povo e Heróina do Trabalho, além de uma jogadora internacional de tênis de mesa da Coreia do Norte . Ela representou o Clube Esportivo de 8 de fevereiro do Exército Popular Coreano.

## Carreira no tênis de mesa
Entre 1974 a 1981, ela chegou ao pódio oito vezes em eventos individuais, de duplas e de equipe no Campeonato Asiático de Tênis de Mesa e no Campeonato Mundial de Tênis de Mesa.
Conquistou cinco medalhas no Campeonato Mundial, incluindo duas medalhas de ouro no individual feminino do Campeonato Mundial de Tênis de Mesa de 1975 e do Campeonato Mundial de Tênis de Mesa de 1977.
Ela foi enterrada no Cemitério dos Mártires Patrióticos, em Pyongyang.